# Ligue Magnus
Ligue Magnus je nejvyšší plně profesionální ligou ledního hokeje ve Francii.

## Systém soutěže
Ligy se účastní 14 týmů, které hrají v základní části dvoukolově každý s každým. Nejlepší čtyři celky postupují přímo do čtvrtfinále playoff. Týmy na pátém až dvanáctém místě hrají předkolo playoff. Playoff se hraje na tři vítězné duely s výjimkou finále, které se hraje na čtyři vítězná utkání. Celky, které skončí na 13. a 14. pozici, hrají na tři vítězné zápasy play-out. Poražený z play-out sestupuje do Divize 1 (Francie).

## Kluby
| Tým                        | Město          | Aréna                        | Založení |
| -------------------------- | -------------- | ---------------------------- | -------- |
| Gothiques d'Amiens         | Amiens         | Coliséum                     | 1967     |
| Ducs d'Angers              | Angers         | Angers IceParc               | 1982     |
| Anglet Hormadi             | Anglet         | Patinoire de la Barre        | 1969     |
| Boxers de Bordeaux         | Bordeaux       | Patinoire de Mériadeck       | 1999     |
| Diables Rouges de Briançon | Briançon       | Patinoire René Froger        | 1934     |
| Jokers de Cergy-Pontoise   | Cergy-Pontoise | Aren'Ice                     | 1981     |
| Pionniers de Chamonix      | Chamonix       | Centre Sportif Richard Bozon | 1910     |
| Rapaces de Gap             | Gap            | Alp'Arena                    | 1937     |
| Brûleurs de Loups          | Grenoble       | Patinoire Pole Sud           | 1963     |
| Scorpions de Mulhouse      | Mylhúzy        | Patinoire de l'Illberg       | 2005     |
| Aigles de Nice             | Nice           | Patinoire Jean Bouin         | 1969     |
| Dragons de Rouen           | Rouen          | Patinoire de l'Île Lacroix   | 1982     |

## Vítězové
| - 1907: SC Lyon - 1908: Patineurs de Paris (1/7) - 1912: Patineurs de Paris (2/7) - 1913: Patineurs de Paris (3/7) - 1914: Patineurs de Paris (4/7) - 1920: Skating Club Paris (5/7) - 1921: Sports d’Hiver Paris (6/7) - 1922: Sports d’Hiver Paris (7/7) - 1923: Chamonix Hockey Club (1/30) - 1925: Chamonix Hockey Club (2/30) - 1926: Chamonix Hockey Club (3/30) - 1927: Chamonix Hockey Club (4/30) - 1929: Chamonix Hockey Club (5/30) - 1930: Chamonix Hockey Club (6/30) - 1931: Chamonix Hockey Club (7/30) - 1932: Stade Français Paris (1/4) - 1933: Stade Français Paris (2/4) - 1934: Rapides de Paris (3/4) - 1935: Stade Français Paris (4/4) - 1936: Français Volants (1/4) - 1937: Français Volants (2/4) - 1938: Français Volants (3/4) - 1939: Chamonix Hockey Club (8/30) - 1942: Chamonix Hockey Club (9/30) - 1944: Chamonix Hockey Club (10/30) - 1946: Chamonix Hockey Club (11/30) - 1949: Chamonix Hockey Club (12/30) - 1950: Racing Club de Paris (1/2) - 1951: Racing Club de Paris (2/2) - 1952: Chamonix Hockey Club (13/30) - 1953: Paris Université Club - 1954: Chamonix Hockey Club (14/30) - 1955: Chamonix Hockey Club (15/30) - 1956: CP Lyon - 1957: ACBB Paris (1/3) | - 1958: Chamonix Hockey Club (16/30) - 1959: Chamonix Hockey Club (17/30) - 1960: ACBB Paris (2/3) - 1961: Chamonix Hockey Club (18/30) - 1962: ACBB Paris (3/3) - 1963: Chamonix Hockey Club (19/30) - 1964: Chamonix Hockey Club (20/30) - 1965: Chamonix Hockey Club (21/30) - 1966: Chamonix Hockey Club (22/30) - 1967: Chamonix Hockey Club (23/30) - 1968: Chamonix Hockey Club (24/30) - 1969: SHC Saint Gervais (1/6) - 1970: Chamonix Hockey Club (25/30) - 1971: Chamonix Hockey Club (26/30) - 1972: Chamonix Hockey Club (27/30) - 1973: Chamonix Hockey Club (28/30) - 1974: SHC Saint Gervais (2/6) - 1975: SHC Saint Gervais (3/6) - 1976: Chamonix Hockey Club (29/30) - 1977: Rapaces de Gap (1/4) - 1978: Rapaces de Gap (2/4) - 1979 : Chamonix Hockey Club (30/30) - 1980 : ASG Tours - 1981 : Grenoble Métropole Hockey 38 (1/6) - 1982 : Grenoble Métropole Hockey 38 (2/6) - 1983 : SHC Saint Gervais (4/6) - 1984 : Boucs de Megève - 1985 : SHC Saint Gervais (5/6) - 1986 : SHC Saint Gervais (6/6) - 1987 : Hockey Club Mont-Blanc (1/2) - 1988 : Hockey Club Mont-Blanc (1/2) - 1989 : Français Volants (4/4) - 1990 : Rouen Hockey Élite 76 (1/14) - 1991 : Grenoble Métropole Hockey 38 (3/6) | - 1992 : Rouen Hockey Élite 76 (2/14) - 1993 : Rouen Hockey Élite 76 (3/14) - 1994 : Rouen Hockey Élite 76 (4/14) - 1995 : Rouen Hockey Élite 76 (5/14) - 1996 : Albatros de Brest (1/2) - 1997 : Albatros de Brest (1/2) - 1998 : Grenoble Métropole Hockey 38 (4/6) - 1999 : Gothiques d'Amiens (1/2) - 2000 : Reims Champagne hockey (1/2) - 2001 : Rouen Hockey Élite 76 (6/14) - 2002 : Reims Champagne hockey (1/2) - 2003 : Rouen Hockey Élite 76 (7/14) - 2004 : Gothiques d'Amiens (1/2) - 2005 : HC Mulhouse - 2006 : Rouen Hockey Élite 76 (8/14) - 2007 : Grenoble Métropole Hockey 38 (5/6) - 2008 : Dragons de Rouen (9/14) - 2009 : Grenoble Métropole Hockey 38 (6/6) - 2010 : Dragons de Rouen (10/14) - 2011 : Dragons de Rouen (11/14) - 2012 : Dragons de Rouen (12/14) - 2013 : Dragons de Rouen (13/14) - 2014 : Diables Rouges de Briançon - 2015 : Rapaces de Gap (3/4) - 2016 : Dragons de Rouen (14/14) - 2017 : Rapaces de Gap (4/4) - 2018 : Rouen Hockey Élite 76 - 2019 : Brûleurs de Loups de Grenoble - 2020 : nedohráno - 2021 : Rouen Hockey Élite 76 - 2022 : Brûleurs de Loups de Grenoble - 2023 : Rouen Hockey Élite 76 - 2024 : Rouen Hockey Élite 76 - 2025 : Brûleurs de Loups de Grenoble |

## Nejúspěšnější kluby
| Klub                        | Tituly | Vítězné ročníky |
| --------------------------- | ------ | --- |
| Chamonix                    | 30     | 1923, 1925, 1926, 1927, 1929, 1930, 1931, 1939, 1942, 1944, 1946, 1949, 1952, 1954, 1955, 1958, 1959, 1961, 1963, 1964, 1965, 1966, 1967, 1968, 1970, 1971, 1972, 1973, 1976, 1979 |
| Rouen                       | 18     | 1990, 1992, 1993, 1994, 1995, 2001, 2003, 2006, 2008, 2010, 2011, 2012, 2013, 2016, 2018, 2021, 2023, 2024                                                                         |
| Grenoble                    | 9      | 1981, 1982, 1991, 1998, 2007, 2009, 2019, 2022, 2025 |
| Club des Patineurs de Paris | 7      | 1908, 1912, 1913, 1914, 1920, 1921, 1922 |
| Saint-Gervais               | 6      | 1969, 1974, 1975, 1983, 1985, 1986 |
| Français Volants Paris      | 4      | 1936, 1937, 1938, 1989 |
| Gap                         | 4      | 1977, 1978, 2015, 2017 |
| Stade Français Paris        | 4      | 1932, 1933, 1934, 1935 |
| AC Boulogne-Billancourt     | 3      | 1957, 1960, 1962 |
| Brest                       | 2      | 1996, 1997 |
| Mont-Blanc                  | 2      | 1987, 1988 |
| Racing Club de Paris        | 2      | 1950, 1951 |
| Reims HC                    | 2      | 2000, 2002 |
| Gothiques d'Amiens          | 2      | 1999, 2004 |
| Megève                      | 1      | 1984 |
| CP Lyon                     | 1      | 1956 |
| SC Lyon                     | 1      | 1907 |
| ASG Tours                   | 1      | 1980 |
| Paris Université Club       | 1      | 1953 |
| Hockey Club de Mulhouse     | 1      | 2005 |
| Briançon                    | 1      | 2014 |

## Češi s titulem
| Hráč           | Sezona                                  |
| -------------- | --------------------------------------- |
| Petr Hubáček   | 2017/18 (Rouen Hockey Élite 76)         |
| Jakub Štěpánek | 2021/22 (Brûleurs de Loups de Grenoble) |
| Celkem         | 2                                       |